# 七宝町
七宝町（しっぽうちょう）は、愛知県海部郡にあった町。2010年の廃止時の人口は22,946人。町名は、域内の遠島村（1890年に宝村の大字となる）において江戸末期より七宝焼きによる工芸品の製造が盛んであったことにちなんでつけられた。加賀藩主前田利家の正室まつの生誕地。1960年代頃から東隣にある名古屋市のベッドタウン化が進み人口も2000年代以降も微増状態が続いている。2010年3月22日に同郡甚目寺町、美和町と合併してあま市となり自治体としては消滅したが、合併後はあま市七宝町として新市の町名に残る（旧美和・甚目寺両町は残していない）。

## 地理
- 河川 : 福田川、蟹江川、小切戸用水、大切戸用水

### 七宝町の大字
- 南部：徳実（とくざね）、下之森（しものもり）、鯰橋（なまずばし）、伊福（いふく）、鷹居（たかい）：旧伊福村
- 中部：川部（かわべ）、桂（かつら）、下田（しもだ）、秋竹（あきたけ）：旧井和村
- 北部：安町（やすまつ）、遠島（とおしま）、沖之島（おきのしま）：旧宝村、剥川(むけがわ)

### 隣接していた自治体・行政区
- 名古屋市（中川区）
- 津島市
- 海部郡：美和町、甚目寺町、大治町、蟹江町

## 歴史

### 沿革
- 1906年（明治39年） - 海東郡宝村、井和村、伊福村を合併し、海東郡七宝村が発足。
- 1913年（大正2年） - 海東郡と海西郡が合併し、海部郡七宝村となる
- 1966年（昭和41年） - 町制が施行され、七宝町となる。
- 1970年（昭和45年）3月26日 - 現職町長が農薬自殺。汚職容疑で警察まで任意同行中の出来事[1]。
- 2008年（平成20年）[2]
  - 5月 - 美和町、甚目寺町、大治町との間に、東部四町合併研究会設置。
  - 11月 - 大治町の離脱により研究会を解散、七宝・美和・甚目寺町合併研究会設置。
- 2009年（平成21年）
  - 2月 - 住民に対して合併に関するアンケートを実施。七宝町では「賛成」が41.0%、「どちらかといえば賛成」が22.0%であった[3]。
  - 4月 - アンケート結果を受け、七宝・美和・甚目寺町合併協議会を設置[4]。
  - 7月24日 - 新設される市名として公募多数と委員会選出の計6つを候補とし、協議会での投票の結果「あま市」と決定された。同時に美和町役場を市役所の本庁舎とし、七宝と甚目寺の各町役場を分庁舎とすることが決定された[5]。
- 2010年（平成22年）3月22日 - 七宝町・美和町・甚目寺町が合併してあま市が発足。

## 行政
- 町長：近藤智（2006年4月19日 - 2010年3月22日）

## 財政

### 2006年度
- 財政力指数 0.78（愛知県市町村平均 0.78）
- 経常収支比率 88.2%
- 標準財政規模 37億1001万円
- 普通会計歳出 51億0704万円
- 人口一人当たり人件費物件費等決算額 8万3952円（愛知県市町村平均 11万2923円）
- 人口一人当たり地方債現在高 23万7025円（普通会計分のみ）
- 実質公債費比率 4.5%（愛知県市町村平均 13.6） - 健全な財政といえる
- 人口1000人当たり職員数 5.42人（愛知県市町村平均 7.39人）
  - 内訳 一般職員 124人（うち技能労務職 11人） 合計124人
- 町職員一人当たり平均給料月額 28万3100円（すべての職員手当を含まない数字）
- 町職員一人当たり人件費概算値（年額） 810万6443円
- ラスパイレス指数 88.2（愛知県市町村平均 83.5）
- 普通会計歳出に占める人件費比率 19.7%
- 地方債等の残高
  - 1.普通会計分の地方債 54億2100万円
  - 2.特別会計分の地方債 8億7700万円
  - 3.関係する一部事務組合分の債務 12億6082万円（債務x負担割合の合計）
  - 4.第三セクター等の債務保証等に係る債務 1億7300万円
- 地方債等の残高合計 77億3182万円（連結会計）
  - 七宝町民一人当たり地方債等残高 33万8062円（連結会計）

## 公共施設

### 警察
- 津島警察署（津島市）が管轄。
  - 七宝交番
  - 伊福駐在所

### 消防

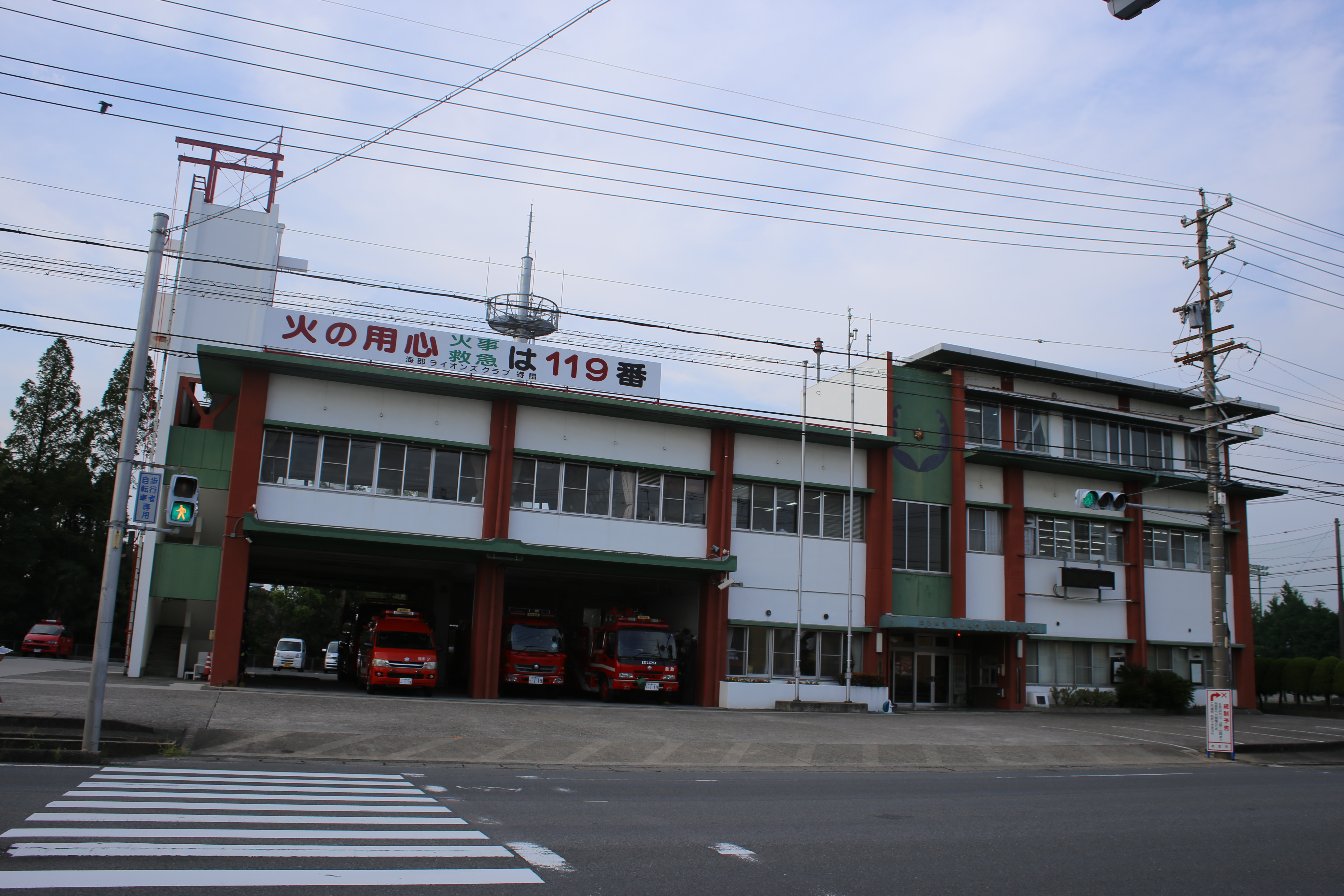
海部東部消防組合

- 海部東部消防署

### 文化・体育施設
- 七宝町公民館
- 七宝町総合体育館
- 七宝町産業会館

### 郵便局
- 七宝郵便局
- 伊福簡易郵便局

## 教育
中学校
- 七宝町立七宝中学校
- 七宝町立北中学校

小学校
- 七宝町立七宝小学校
- 七宝町立伊福小学校
- 七宝町立宝小学校
- 七宝町立秋竹小学校

## 姉妹都市・提携都市

### 海外
フレンドシップ相手国
2005年に開催された愛知万博で、愛知県内の市町村(名古屋市を除く｡)が120の万博公式参加国をそれぞれ「一市町村一国フレンドシップ事業」としてフレンドシップ相手国として迎え入れた。
- アゼルバイジャン共和国

## 交通

### 鉄道路線
- 名古屋鉄道
  - 津島線：七宝駅（ただし、町の北部にあり中心部からはかなり離れていて、町南部は南隣の蟹江町にあるJR関西線蟹江駅の方が近い）

### バス路線
- 名鉄バス
  - 名鉄バスセンター - 大坪・津島など

その他停留所は設置されていないが名古屋市営バスには七宝町内を通過している路線がある。

### 道路
- 東名阪自動車道：名古屋西TB（七宝町内にはインターチェンジはなく町の南端を1キロ程かすめる程度で、最寄りの高速道路のインターチェンジは同自動車道の蟹江インターチェンジ、名古屋第二環状自動車道の甚目寺南インターチェンジなど。）
- 愛知県道68号名古屋津島線
- 愛知県道79号甚目寺佐織線
- 愛知県道139号須成七宝稲沢線

## 七宝焼き
七宝焼きとは、工芸技法の名称で、七宝町を発祥由来とする七宝町の焼き物という意味ではなく七宝焼き造りが盛んだったことから七宝町と名づけられた。同じ愛知県内の常滑・瀬戸の焼は、地域呼称由来である。
第二次世界大戦後、連合国軍最高司令官総司令部中央購買本部が六寸花瓶などの大量買い付けを行い好況をもたらしたが、朝鮮戦争が勃発すると注文は激減、原材料も高騰したため業者の転廃業が相次いだ。業者数は、1950年12月時点で12業者、2019年時点で七宝焼生産者協同組合に加入している業者、個人は10となっている。

## 名所・旧跡・観光スポット・祭事・催事
- 七宝焼アートヴィレッジ（七宝焼ふれあい伝承館を中心とした、七宝焼きの工程見学や体験が可能な施設）
- 七宝郷土資料館

## その他
- 七宝町には、東海ラジオ放送の送信所（親局）がある（東海ラジオ放送七宝送信所を参照）。
- 町内にある佐藤醸造では、尾張地方で唯一味噌と醤油を同時に生産している。七宝みそ・七宝しょうゆのブランドで発売している。

## 出身者
- まつ（前田利家の正室）
- 堀田あけみ（作家）
- 平野信孝（バレーボール選手）